# Gornja Pecka
Gornja Pecka (cyr. Горња Пецка) – wieś w Bośni i Hercegowinie, w Republice Serbskiej, w gminie Mrkonjić Grad. W 2013 roku liczyła 118 mieszkańców.